# إن أل بي جروب
إن أل بي جروب هي أكبر مجموعة مصرفية ومالية في سلوفينيا .  تضم المجموعة ككيان رئيسي في سلوفينيا، ستة بنوك فرعية فيها،  و تقدم خدمات (إدارة الأصول والتأمين وإدارة العقارات وما إلى ذلك) وعدد محدود من الشركات التابعة غير الأساسية التي تسيطر عليها. البنك اعتبارا من 14. 11. 2018 شركة عامة. 